# Texcalyacac
Texcalyacac és un municipi de l'estat de Mèxic. San Mateo Texcalyacac és el cap de municipi i principal centre de població d'aquesta municipalitat. Aquest municipi és a la part nord-occidental de l'estat de Mèxic. Limita al nord amb el municipi de Almoloya del Río, al sud amb Joquicingo, a l'oest amb Tenango del Valle i a l'est amb Tianguistenco.